# Stobno (województwo zachodniopomorskie)
Stobno (niem. Stöven) – wieś w Polsce położona w województwie zachodniopomorskim, w powiecie polickim, w gminie Kołbaskowo.
We wsi odkryto zagrodę gospodarczą z epoki wczesnego neolitu – osadę datowaną na ok. 4600 r. p.n.e., zaliczaną do kultury roesseńskiej, której kolebka znajduje się pomiędzy Renem a Łabą (wyniki archeologicznych badań Marcina Dziewanowskiego z UAM Poznań).

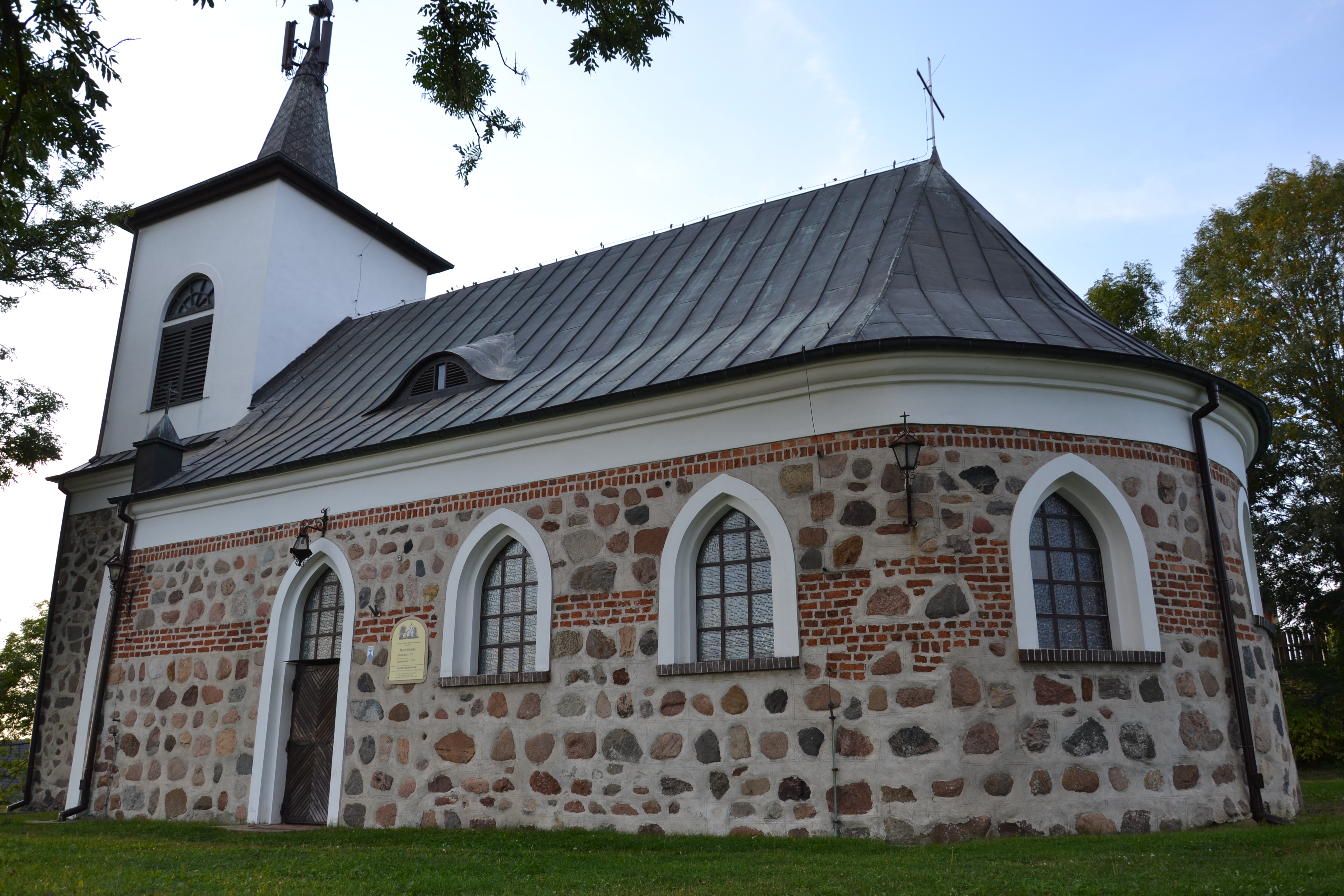
Kościół Matki Boskiej Fatimskiej

Wieś była wzmiankowana w 1243 roku, gdy Barnim I, książę szczeciński i pomorski z dynastii Gryfitów, przekazał ją na własność klasztorowi żeńskiemu ze Szczecina. W XVI wieku na wzniesieniu w środku wsi zbudowano zachowany współcześnie kościół Matki Boskiej Fatimskiej. Kościół jest zbudowany z kamieni narzutowych i częściowo wymurowany (narożniki murów i okien) gotycką cegłą (obecnie jest kościołem filialnym Parafii Najświętszej Maryi Panny Wspomożenia Wiernych w Będargowie).
W XIX wieku Stobno było największą miejscowością dzisiejszej gminy Kołbaskowo. W 1862 roku zamieszkiwało je 537 osób – więcej niż obecnie.
Według danych z 2011 roku wieś zamieszkiwało 526 osób.
W latach 1975–1998 miejscowość należała administracyjnie do województwa szczecińskiego.

## Transport

### Transport publiczny
Stobno połączone jest ze Szczecinem miejską linią autobusową.

### Transport kolejowy
Stacja Stobno Szczecińskie obsługuje linię kolejową Szczecin Główny – Grambow.